# نیکولا موشانوف
نیکولا موشانوف (بلغاری: Никола Стойков Мушанов؛ ۱۲ آوریل ۱۸۷۲ – ۱۰ مهٔ ۱۹۵۱) یک سیاست‌مدار اهل بلغارستان بود.